# 2554 Skiff
2554 Skiff је астероид главног астероидног појаса са средњом удаљеношћу од Сунца која износи 2,264 астрономских јединица (АЈ).
Апсолутна магнитуда астероида је 13,0.